# ATP de Bucareste de 2013
O ATP de Bucareste de 2013 foi um torneio de tênis masculino disputado em quadras de saibro na cidade de Bucareste, na Romênia. Esta foi a 21ª edição do evento.

## Distribuição de pontos
| Evento  | V   | F   | SF | QF | Segunda rodada | Primeira rodada | Q  | Q3 | Q2 | Q1 |
| Simples | 250 | 150 | 90 | 45 | 20             | 0               | 12 | 6  | 0  | 0  |
| Duplas  | 250 | 150 | 90 | 45 | 0              | —               | —  | —  | —  | —  |

## Chave de simples

### Cabeças de chave
| País | Jogador          | Rank1 | Cabeça |
| ---- | ---------------- | ----- | ------ |
| SRB  | Janko Tipsarević | 10    | 1      |
| FRA  | Gilles Simon     | 13    | 2      |
| ITA  | Andreas Seppi    | 18    | 3      |
| RUS  | Mikhail Youzhny  | 27    | 4      |
| GER  | Florian Mayer    | 30    | 5      |
| ITA  | Fabio Fognini    | 32    | 6      |
| ARG  | Horacio Zeballos | 40    | 7      |
| SRB  | Viktor Troicki   | 45    | 8      |

- 1 Rankings como em 15 de abril de 2013

### Outros participantes
Os seguintes jogadores receberam convites para a chave de simples:
- Gaël Monfils
- Janko Tipsarević
- Adrian Ungur

Os seguintes jogadores entraram na chave de simples através do qualificatório:
- Matthias Bachinger
- Flavio Cipolla
- Jaroslav Pospíšil
- Serhiy Stakhovsky

O seguinte jogador entrou na chave principal como alternate:
- Filippo Volandri

### Desistências
Antes do torneio
- Simone Bolelli (lesão no pulso)
- Fabio Fognini (fadiga)
- Jürgen Melzer
- Go Soeda

Durante o torneio
- Gaël Monfils (lombalgias)

## Chave de duplas

### Cabeças de chave
| País | Jogador           | País | Jogador       | Rank1 | Cabeça |
| ---- | ----------------- | ---- | ------------- | ----- | ------ |
| BLR  | Max Mirnyi        | ROU  | Horia Tecău   | 18    | 1      |
| AUT  | Julian Knowle     | SVK  | Filip Polášek | 57    | 2      |
| MEX  | Santiago González | USA  | Scott Lipsky  | 63    | 3      |
| USA  | Eric Butorac      | AUS  | Paul Hanley   | 78    | 4      |

- 1 Rankings como em 15 de abril de 2013

### Outros participantes
As seguintes parcerias receberam convites para a chave de duplas:
- Marius Copil /  Gaël Monfils
- Victor Hănescu /  Gilles Müller

A seguinte parceria entrou na chave de duplas como alternate:
- Nicolas Mahut /  Gilles Simon

### Desistências
Antes do torneio
- Fabio Fognini (fadiga)

## Campeões

### Simples
- Lukáš Rosol venceu  Guillermo García-López 6–3, 6–2

### Duplas
- Max Mirnyi /  Horia Tecău venceram  Lukáš Dlouhý /  Oliver Marach, 4–6, 6–4, [10–6]